# Antonio Laudamo
Antonio Laudamo   (Messina, octubre 1814 - Messina, 1884) fou un compositor dramàtic italià.
Estudià en la seva ciutat natal amb els mestres Platone i Mosca, i més tard es donà conèixer per les seves belles produccions. Fou professor del Conservatori de Messina i mestre de capella de la catedral.
A més de diverses cantates, himnes, marxes, etc., va compondre les òperes següents;
- Gli Amori di sue Selvaggi (1830);
- Adda, regina di Caria (1832);
- Ettore Fieramosca (1839);
- Un fiasco alla moda, òpera bufa (1842);
- Clarice Visconti (1845);
- Ernani in contumacia (1849);
- Caterina Howard (1857), etc.